# Tour de Mars
La tour de Mars est un gratte-ciel résidentiel situé dans le quartier du Front de Seine, dans le 15e arrondissement de Paris, en France.

## Anecdote
Lors de la tempête de décembre 1999, une cabine téléphonique de la dalle piétonne du deuxième étage est venue heurter le 6e étage de la tour.